# Blas Brisoli
Blas Brisoli (Chivilcoy, 9 de octubre de 1894 - 1959) militar y político argentino.

## Biografía
Con el grado de teniente coronel fue elegido gobernador de la Provincia de Mendoza por el Partido Justicialista en las elecciones del 5 de diciembre de 1948, acompañándolo en la fórmula Rodolfo Schmidt.
Asumió el 12 de marzo de 1949, y su mandato concluyó el 4 de junio de 1952.

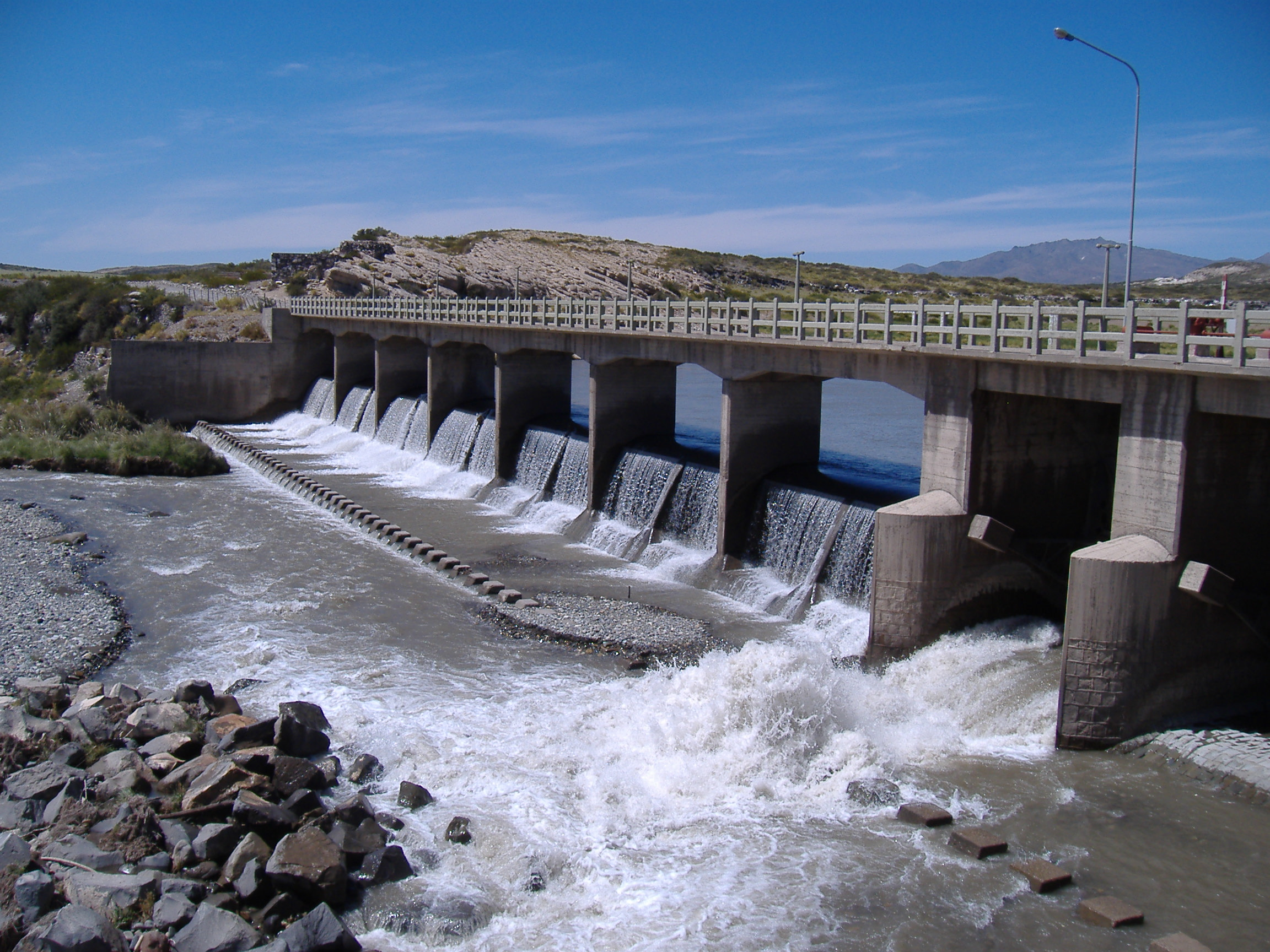
Dique Blas Brisoli.

Antes de ser elegido gobernador, se había desempeñado como jefe de Despacho de la Presidencia. Fue por esto que, a pesar de ser el segundo gobernador peronista de la provincia, fue el primero en obtener apoyo explícito de Perón.
Durante su gestión, se inauguró la Casa de Gobierno de la provincia y el dique que lleva su nombre y puso la piedra fundamental del dique Nihuil se proyectaron dos trabajos en el Hospital Teodoro Schestakow: la ampliación de la sala de maternidad y la construcción de un pabellón de infecciosos. Durante su mandato se llevó a cabo la principal obra hidráulica construida sobre el río Malargüe, fue inaugurado en 1954, obra  destinada a cubrir la demanda para riego y abastecimiento poblacional. En su honor fue posteriormente nombrado dique Derivador Gobernador Blas Brisoli.período caracterizado por la sanción de una importante legislación social que establecería derechos laborales con vistas a disminuir las excesivas asimetrías en las relaciones entre capital y trabajo, se  estableció el descanso dominical en todos los establecimientos se dictó  prohibición absoluta el trabajo de niños menores de 16 años, se universalizo el seguro de desempleo y las jubilaciones para empleados del Estado mendocino. Se forman paritarias para la fijación de salarios y se da un gran impulso al plan de viviendas destinadas a los trabajadores estatales y obreros.
| Predecesor: Faustino Picallo | Gobernador de la Provincia de Mendoza 1949 - 1952 | Sucesor: Carlos Horacio Evans |